# بوریس اندریف (تیرانداز)
بوریس اندریف (روسی: Борис Васильевич Андреев؛ ۲۱ ژانویه ۱۹۰۶ – ۹ مارس ۱۹۸۷) ورزشکار ورزش تیراندازی اهل اتحاد جماهیر شوروی سوسیالیستی بود.
وی همچنین برندهٔ جوایزی همچون نشان لنین و نشان پرچم سرخ شده‌است.
وی در مسابقات کشوری و بین‌المللی در مجموع برندهٔ ۱ مدال نقره، ۱ مدال برنز شده‌است.